# Circle Line
|  |  | Urban head station |

|  |  | Urban stop on track |

|  |  | Urban stop on track |

|  |  | Urban stop on track |

|  |  | Urban stop on track |

|  |  | Urban stop on track |

|  |  | Urban stop on track |

|  |  | Urban stop on track |

| Unknown BSicon "utSTR+l" | Unknown BSicon "utSTR+r" | Urban straight track |

| Urban tunnel straight track | Unknown BSicon "utXBHF-L" | Unknown BSicon "uXBHF-R" |

| Urban tunnel straight track | Urban tunnel straight track | Unknown BSicon "utSTRa" |

| Urban tunnel straight track | Unknown BSicon "utXBHFea-L" | Unknown BSicon "utXBHFea-R" |

| Urban tunnel straight track | Urban tunnel track end end | Urban tunnel straight track |

| Urban tunnel straight track |  | Urban tunnel stop on track |

| Urban tunnel straight track |  | Urban tunnel stop on track |

| Urban tunnel straight track |  | Urban tunnel stop on track |

| Urban tunnel stop on track |  | Urban tunnel straight track |

| Urban tunnel stop on track |  | Urban tunnel straight track |

| Unknown BSicon "utHSTea" |  | Urban tunnel straight track |

| Urban tunnel stop on track |  | Urban tunnel straight track |

| Unknown BSicon "utHSTea" |  | Urban tunnel straight track |

| Unknown BSicon "utHSTea" |  | Urban tunnel straight track |

| Urban tunnel station on track |  | Urban tunnel straight track |

| Urban tunnel stop on track |  | Urban tunnel straight track |

| Urban tunnel straight track |  | Urban tunnel station on track |

| Urban tunnel straight track |  | Urban tunnel straight track |

| Urban tunnel straight track |  | Unknown BSicon "utHSTea" |

| Urban tunnel straight track |  | Unknown BSicon "utHSTea" |

| Urban tunnel straight track |  | Urban tunnel stop on track |

| Urban tunnel straight track |  | Urban tunnel station on track |

| Urban tunnel straight track |  | Urban tunnel straight track |

| Urban tunnel stop on track |  | Urban tunnel straight track |

| Urban tunnel stop on track |  | Urban tunnel straight track |

| Urban tunnel stop on track |  | Urban tunnel straight track |

| Urban tunnel stop on track |  | Urban tunnel straight track |

| Urban tunnel stop on track |  | Urban tunnel straight track |

| Urban tunnel stop on track |  | Urban tunnel straight track |

| Urban tunnel stop on track |  | Urban tunnel straight track |

| Urban tunnel straight track |  | Urban tunnel straight track |

| Urban tunnel stop on track |  | Urban tunnel straight track |

| Urban tunnel stop on track |  | Urban tunnel straight track |

| Unknown BSicon "utSTRl" | Unknown BSicon "utSTRq" | Unknown BSicon "utSTRr" |

|  |  | Urban head station |

|  |  | Urban stop on track |

|  |  | Urban stop on track |

|  |  | Urban stop on track |

|  |  | Urban stop on track |

|  |  | Urban stop on track |

|  |  | Urban stop on track |

|  |  | Urban stop on track |

| Unknown BSicon "utSTR+l" | Unknown BSicon "utSTR+r" | Urban straight track |

| Urban tunnel straight track | Unknown BSicon "utXBHF-L" | Unknown BSicon "uXBHF-R" |

| Urban tunnel straight track | Urban tunnel straight track | Unknown BSicon "utSTRa" |

| Urban tunnel straight track | Unknown BSicon "utXBHFea-L" | Unknown BSicon "utXBHFea-R" |

| Urban tunnel straight track | Urban tunnel track end end | Urban tunnel straight track |

| Urban tunnel straight track |  | Urban tunnel stop on track |

| Urban tunnel straight track |  | Urban tunnel stop on track |

| Urban tunnel straight track |  | Urban tunnel stop on track |

| Urban tunnel stop on track |  | Urban tunnel straight track |

| Urban tunnel stop on track |  | Urban tunnel straight track |

| Unknown BSicon "utHSTea" |  | Urban tunnel straight track |

| Urban tunnel stop on track |  | Urban tunnel straight track |

| Unknown BSicon "utHSTea" |  | Urban tunnel straight track |

| Unknown BSicon "utHSTea" |  | Urban tunnel straight track |

| Urban tunnel station on track |  | Urban tunnel straight track |

| Urban tunnel stop on track |  | Urban tunnel straight track |

| Urban tunnel straight track |  | Urban tunnel station on track |

| Urban tunnel straight track |  | Urban tunnel straight track |

| Urban tunnel straight track |  | Unknown BSicon "utHSTea" |

| Urban tunnel straight track |  | Unknown BSicon "utHSTea" |

| Urban tunnel straight track |  | Urban tunnel stop on track |

| Urban tunnel straight track |  | Urban tunnel station on track |

| Urban tunnel straight track |  | Urban tunnel straight track |

| Urban tunnel stop on track |  | Urban tunnel straight track |

| Urban tunnel stop on track |  | Urban tunnel straight track |

| Urban tunnel stop on track |  | Urban tunnel straight track |

| Urban tunnel stop on track |  | Urban tunnel straight track |

| Urban tunnel stop on track |  | Urban tunnel straight track |

| Urban tunnel stop on track |  | Urban tunnel straight track |

| Urban tunnel stop on track |  | Urban tunnel straight track |

| Urban tunnel straight track |  | Urban tunnel straight track |

| Urban tunnel stop on track |  | Urban tunnel straight track |

| Urban tunnel stop on track |  | Urban tunnel straight track |

| Unknown BSicon "utSTRl" | Unknown BSicon "utSTRq" | Unknown BSicon "utSTRr" |

Circle Line (Ringlinjen) är en tunnelbanelinje i London. Linjen går över den äldsta delen av tunnelbanenätet som öppnades 1863 av Metropolitan Railway. Linjen, som slutfördes 1884, anlades och trafikerades av Metropolitan Railway tillsammans med dess konkurrent Metropolitan District Railway.
Linjen går i en cirkel, den är 27 km lång och har 36 stationer. År 2009 "bröts cirkeln" då en avknoppning ned till Hammersmith gjordes genom att man förlängde linjen på redan befintliga Hammersmith & City Line. 
På vissa avsnitt delar Circle Line spår med District Line, Hammersmith & City Line och Metropolitan Line. 
Linjen byggdes med öppet schakt, vilket innebar att man grävde ut sträckorna i ett dike längs med befintliga gator. Ibland fick man riva hus för att ge plats åt tunnelbanelinjen. Då den delar riktigt gamla sträckor med andra liknande linjer som härstammar från tiden med ånglok finns öppna partier ovan jord. Annars täcktes sträckorna över igen och gatorna återställdes och nya hus byggdes ovanpå.
Ett udda "nöje" är att man kan åka Circle Line medurs eller moturs. Detta påverkar restiden och fördyrar resan avsevärt om man skulle råka välja att åka Circle Line åt "fel håll" till sin tänkta destination.
En omfattande förnyelse av vagnparken skedde mellan 2012 och 2014, då de gamla och illa omtyckta C69/C77 tågen ersattes av S7-tåg. De nyare tågen har en unik lösning med fri gångpassage genom hela tågen. S-tågen är så långa att alla dörrarna inte öppnas eftersom tågen på vissa håll är längre än perrongerna. Man uppmanas gå till mitten av tåget där man kan kliva av istället. "C" står för Circle och de gamla C69/C77 tågen var ökända för sin dåliga komfort. Förnyelsen var därför välkommen på linjen.

## Historia
Den första sträckan av linjen öppnades år 1863 under namnet The Inner Circle och hela linjen öppnades år 1884. Linjen fick sitt nuvarande namn 1949. Den 7 juli 2005 blev Circle Line utsatt för en terroristattack där man bombade två tåg, ett mellan Liverpool Street och Aldgate och ett vid Edgware Road. Alla linjer stängdes efter detta men de flesta linjerna öppnade igen dagen därpå (8 juli). Circle Line var dock stängd till den 4 augusti. 13 personer dog i attacken.

## Resenärer
Varje år reser cirka 74 miljoner personer med Circle Line.

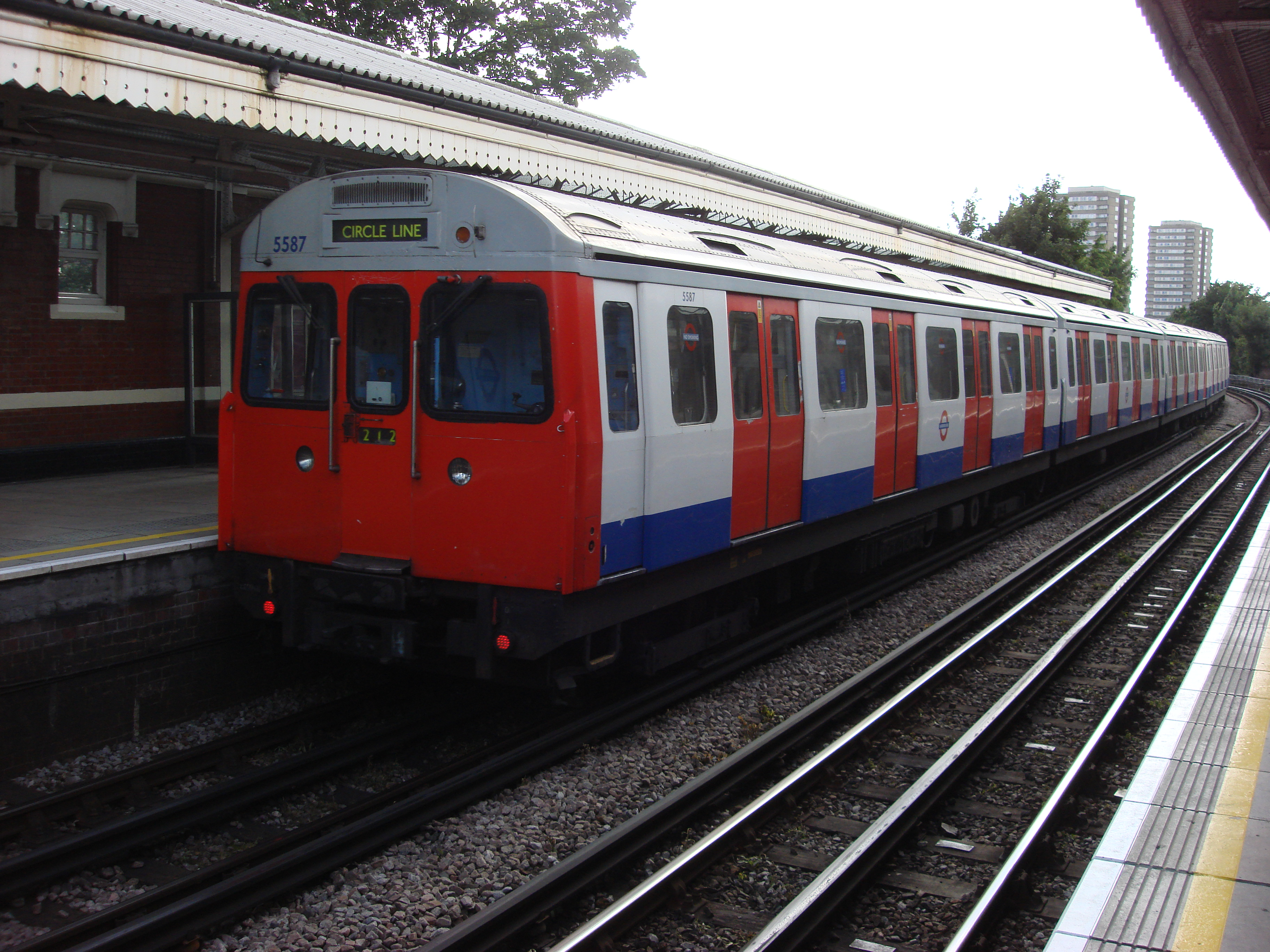
Ett C-tåg på Circle Line
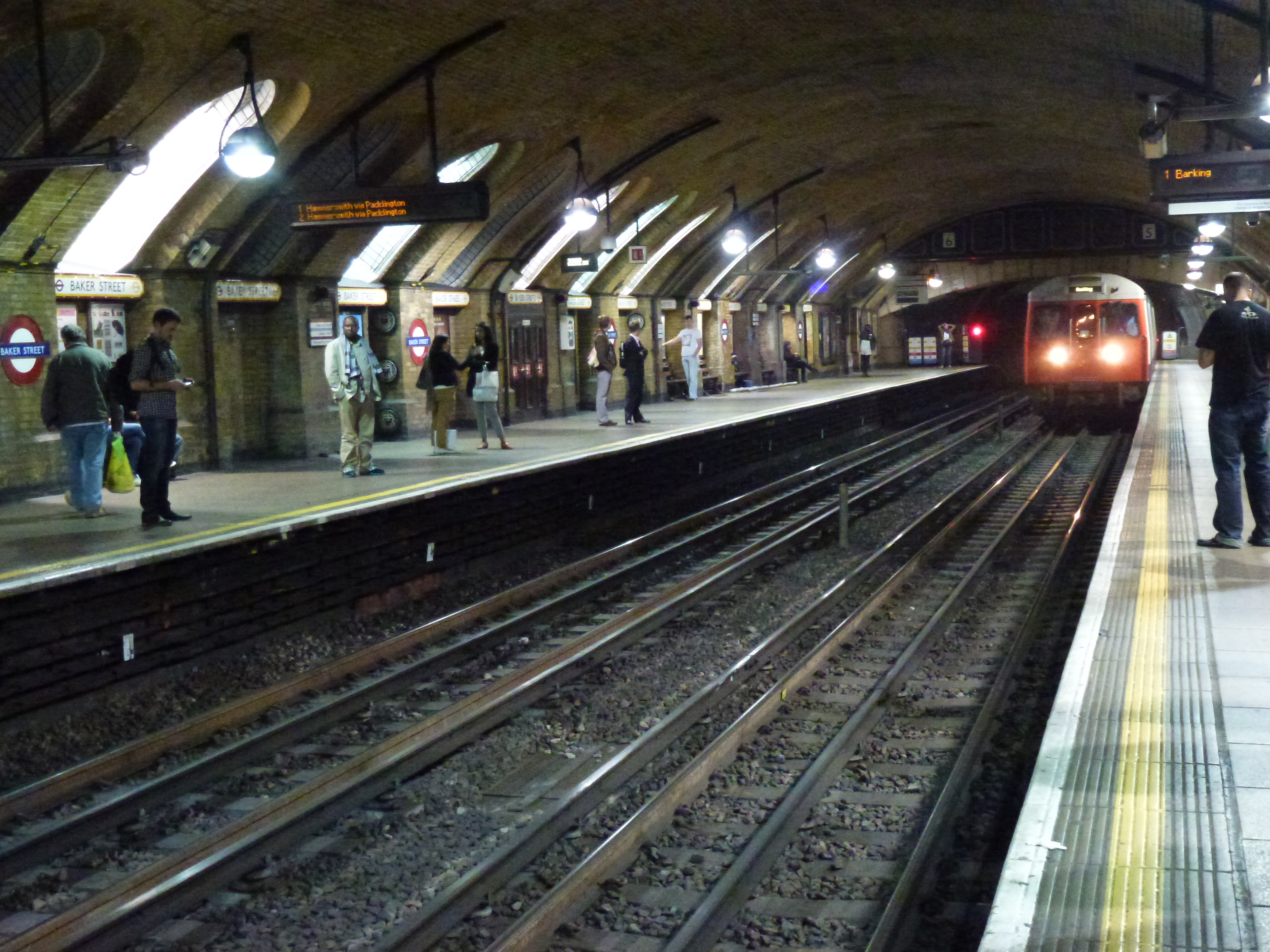
Baker Street
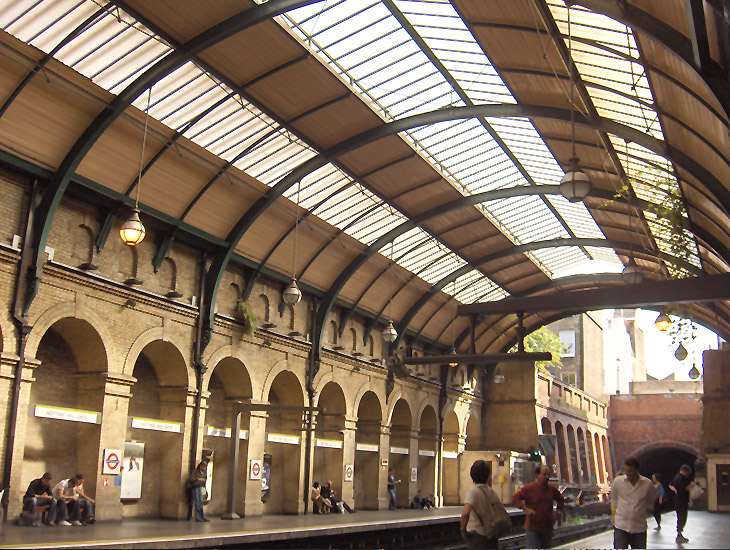
Notting Hill Gate
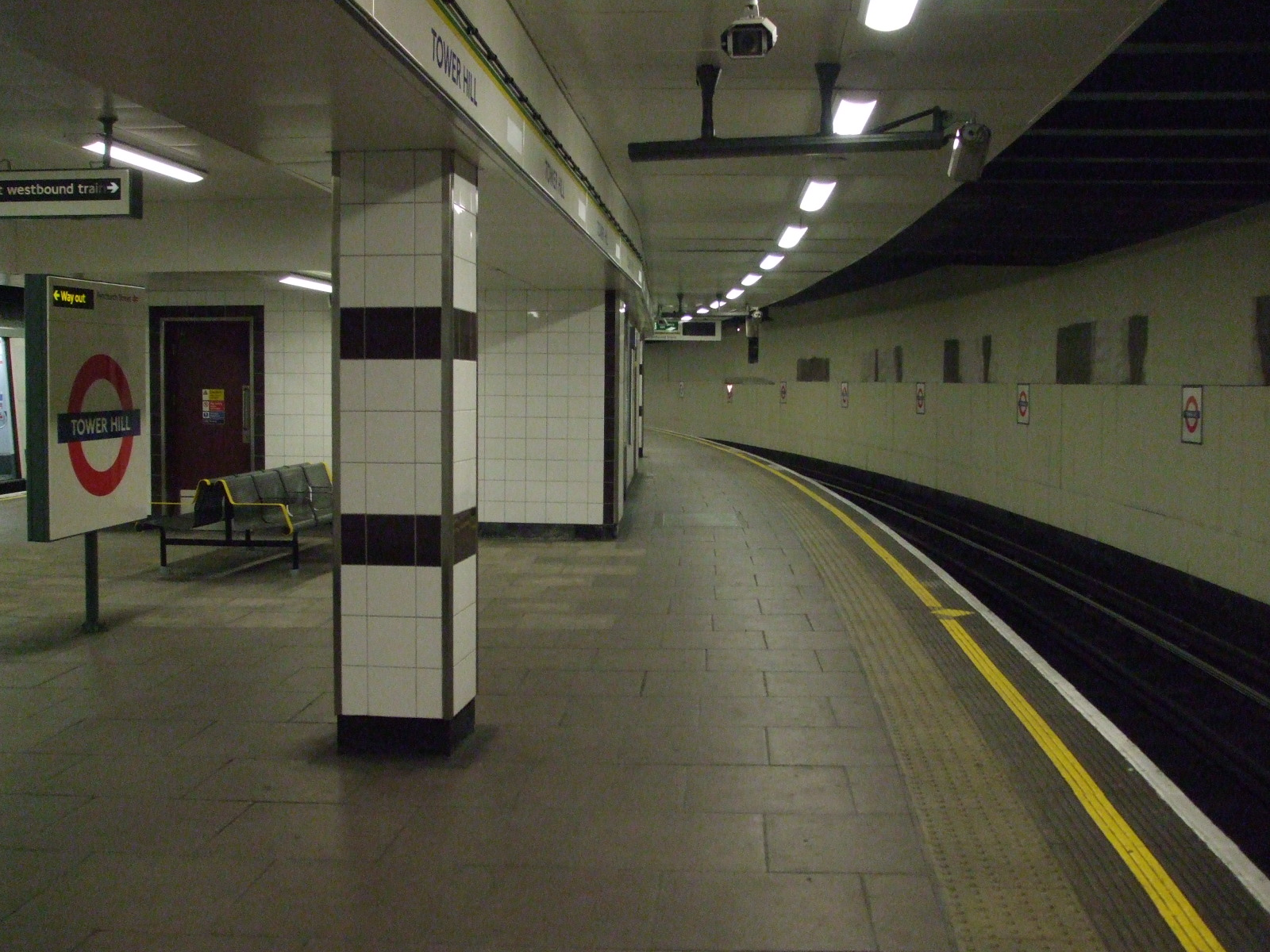
Tower Hill
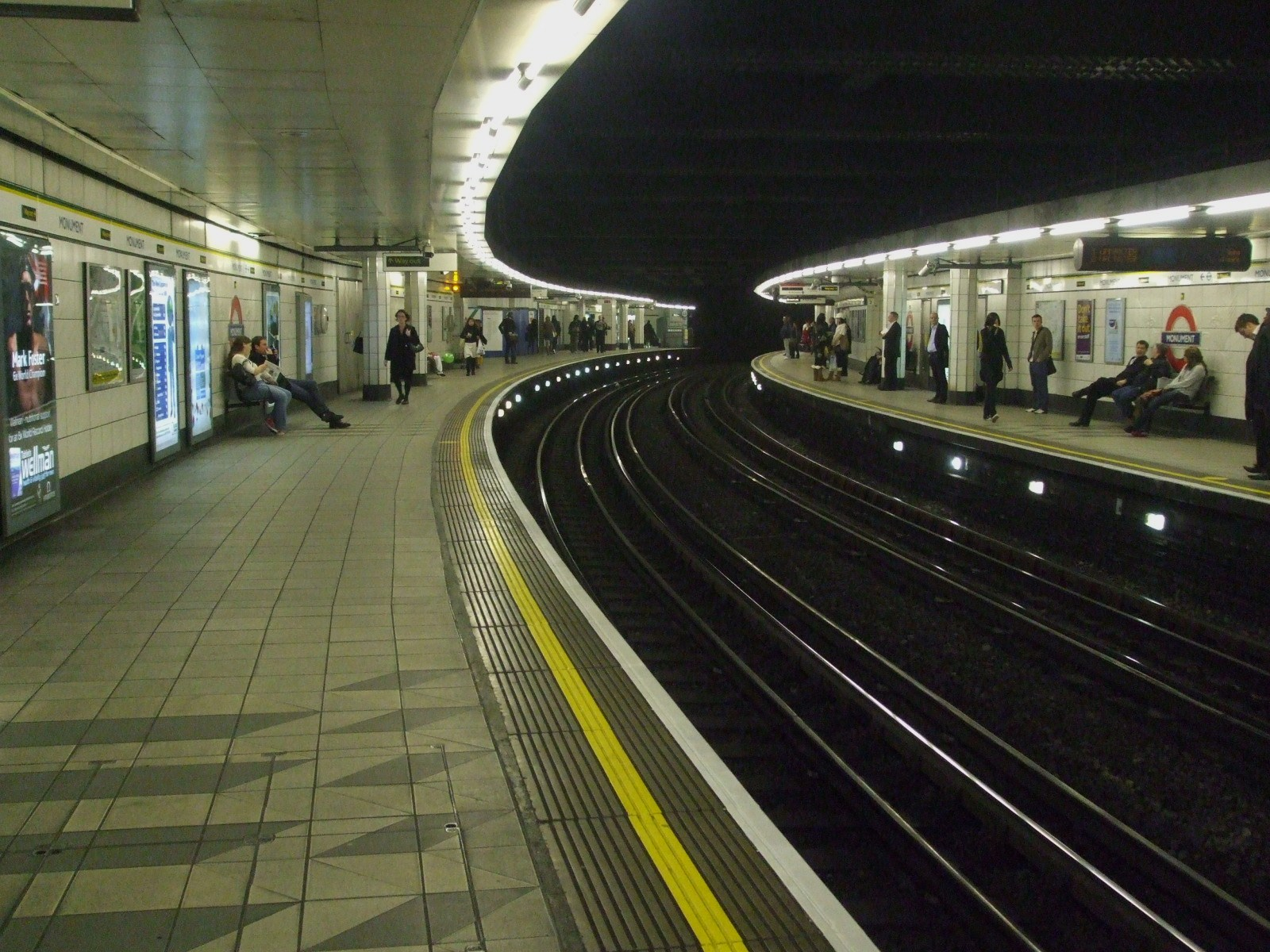
Monument
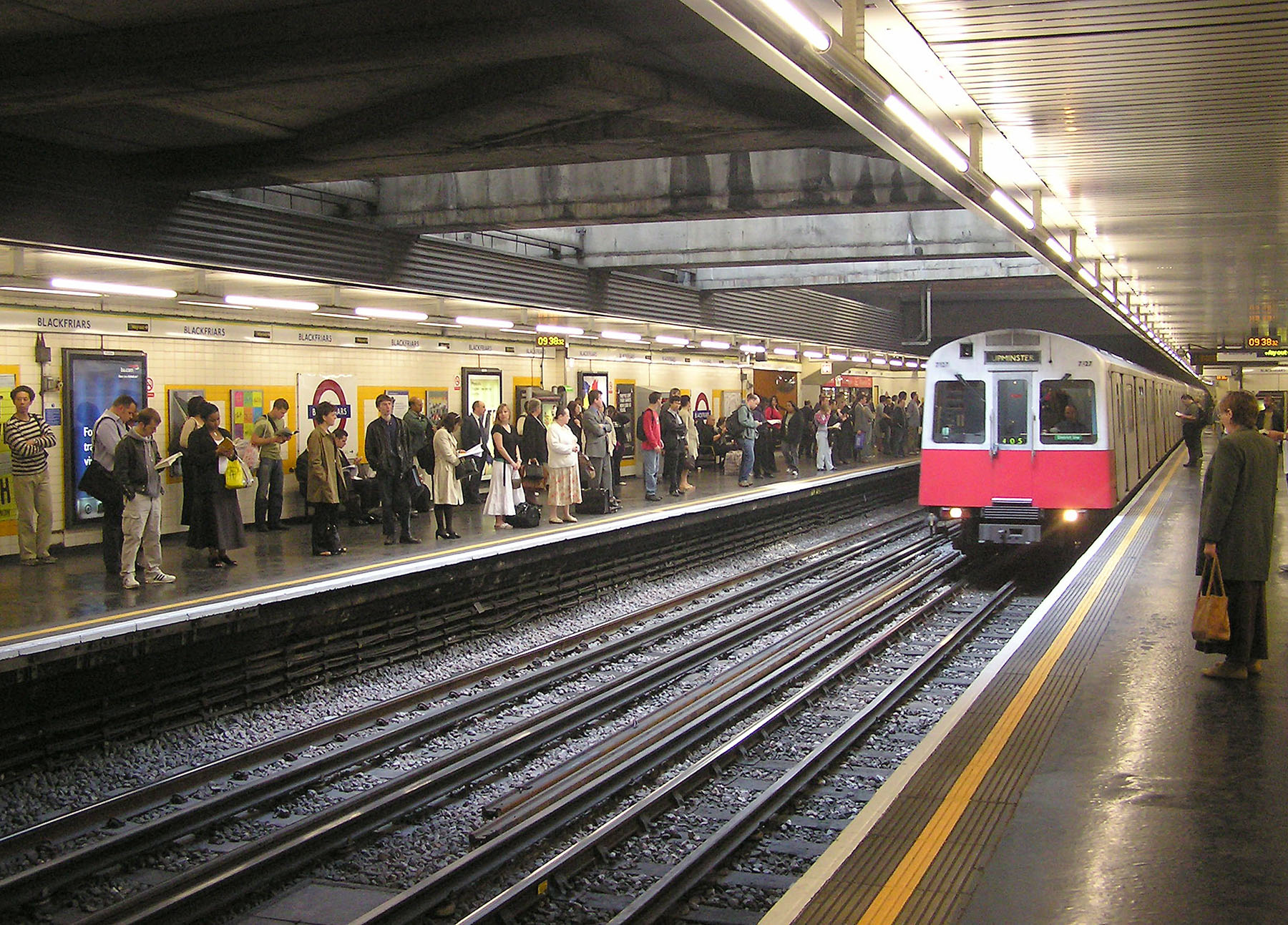
Blackfriars
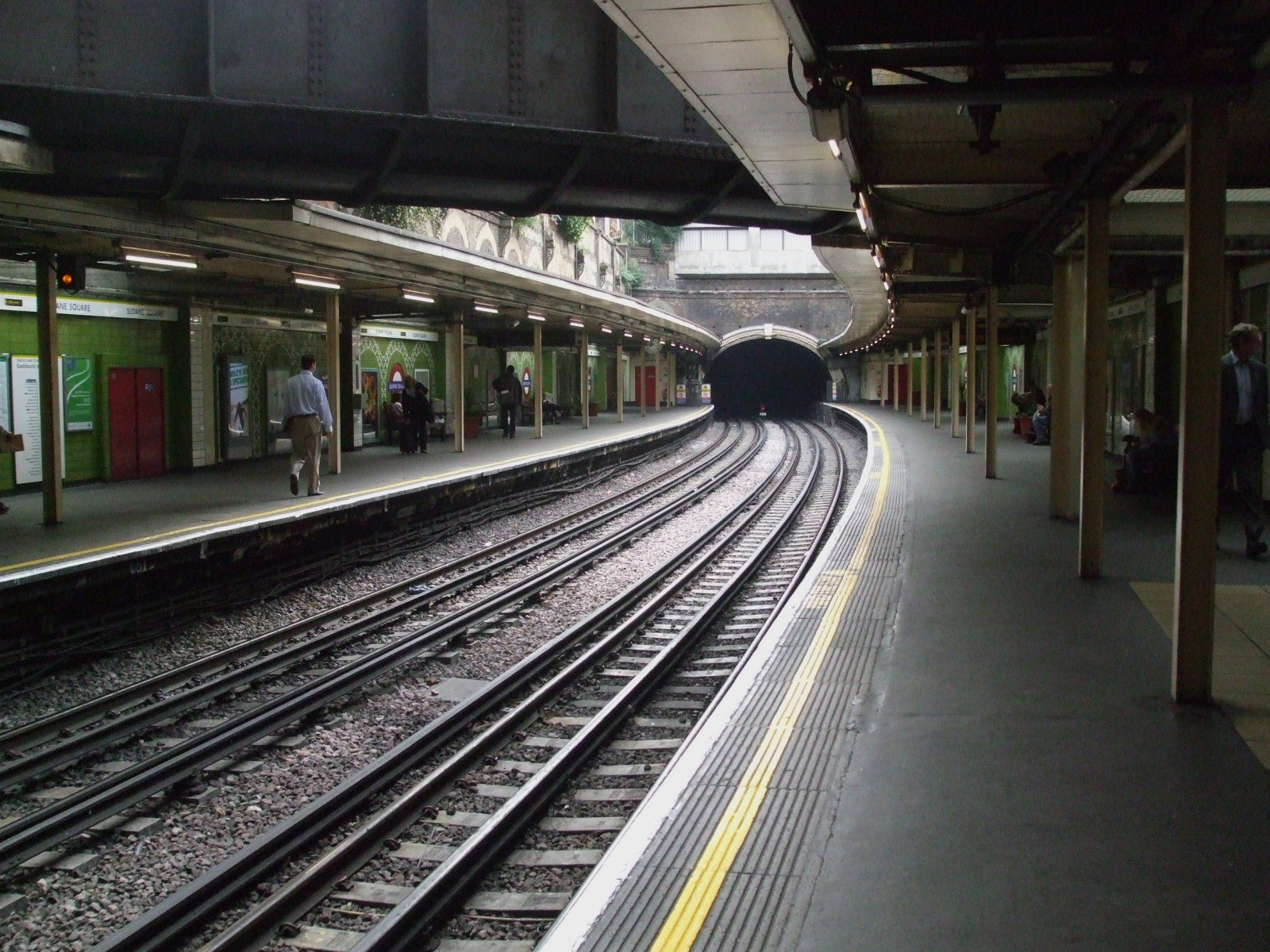
Sloane Square
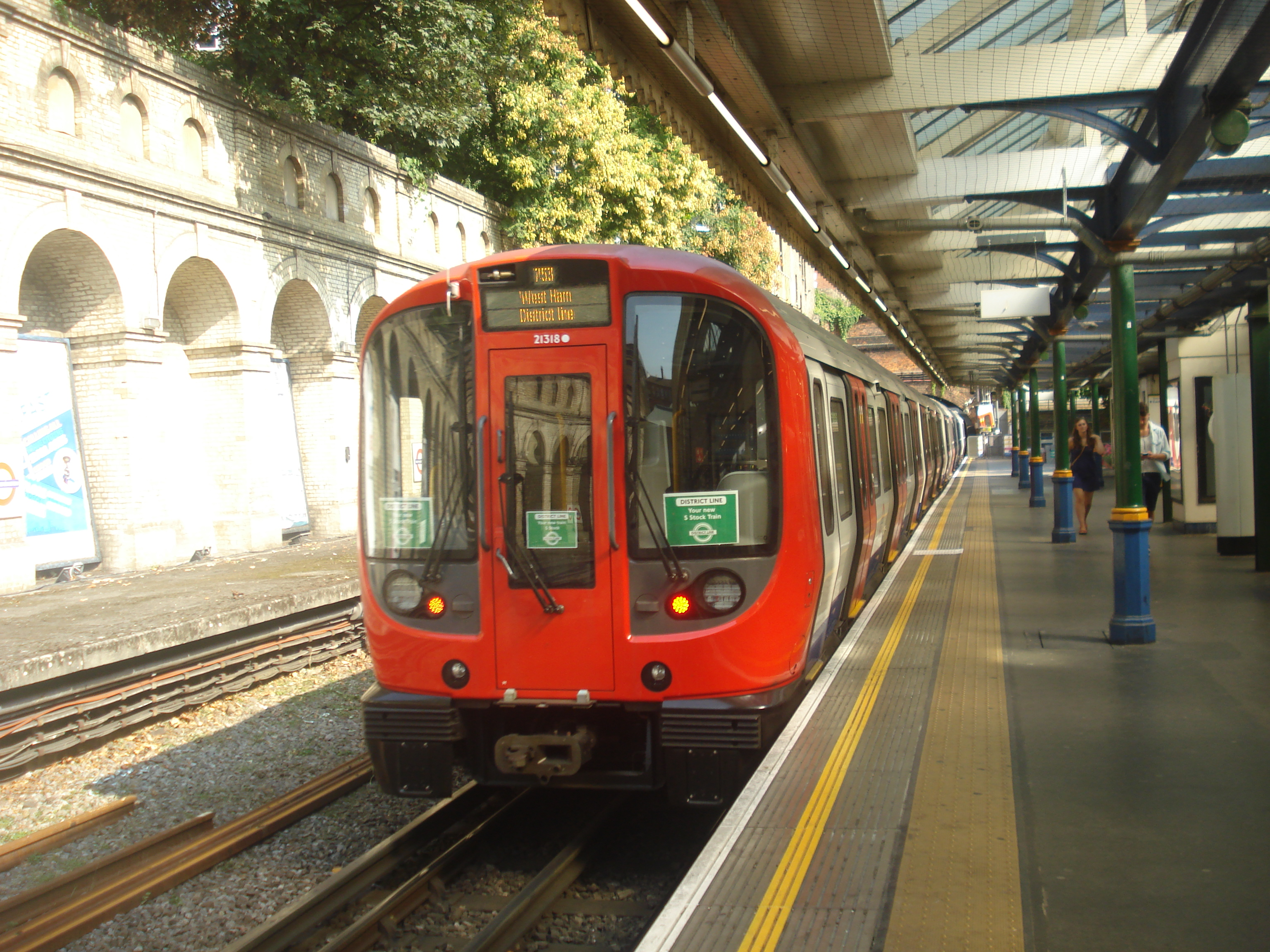
S-tåg vid South Kensington
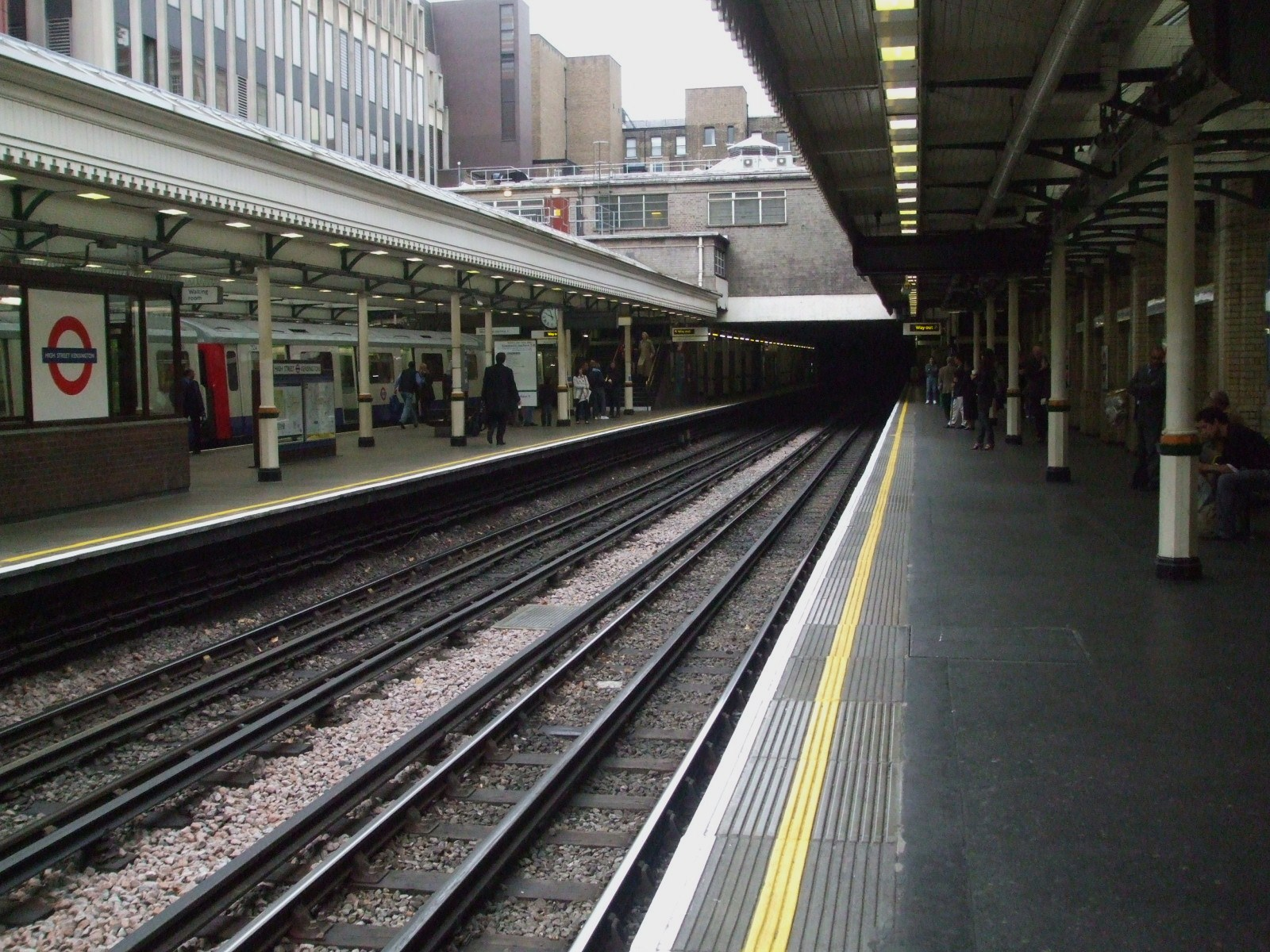
High Street Kensington
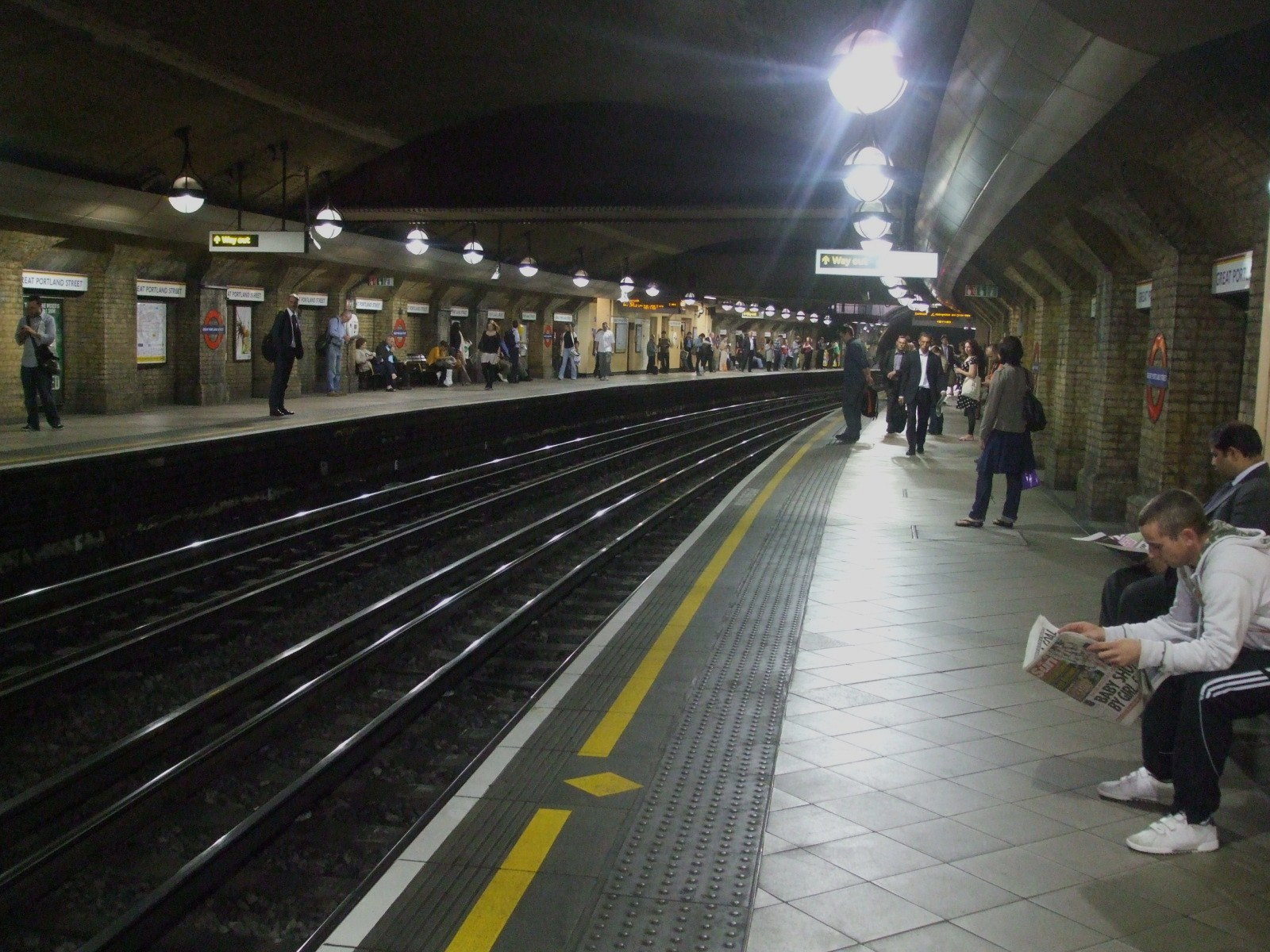
Great Portland Street
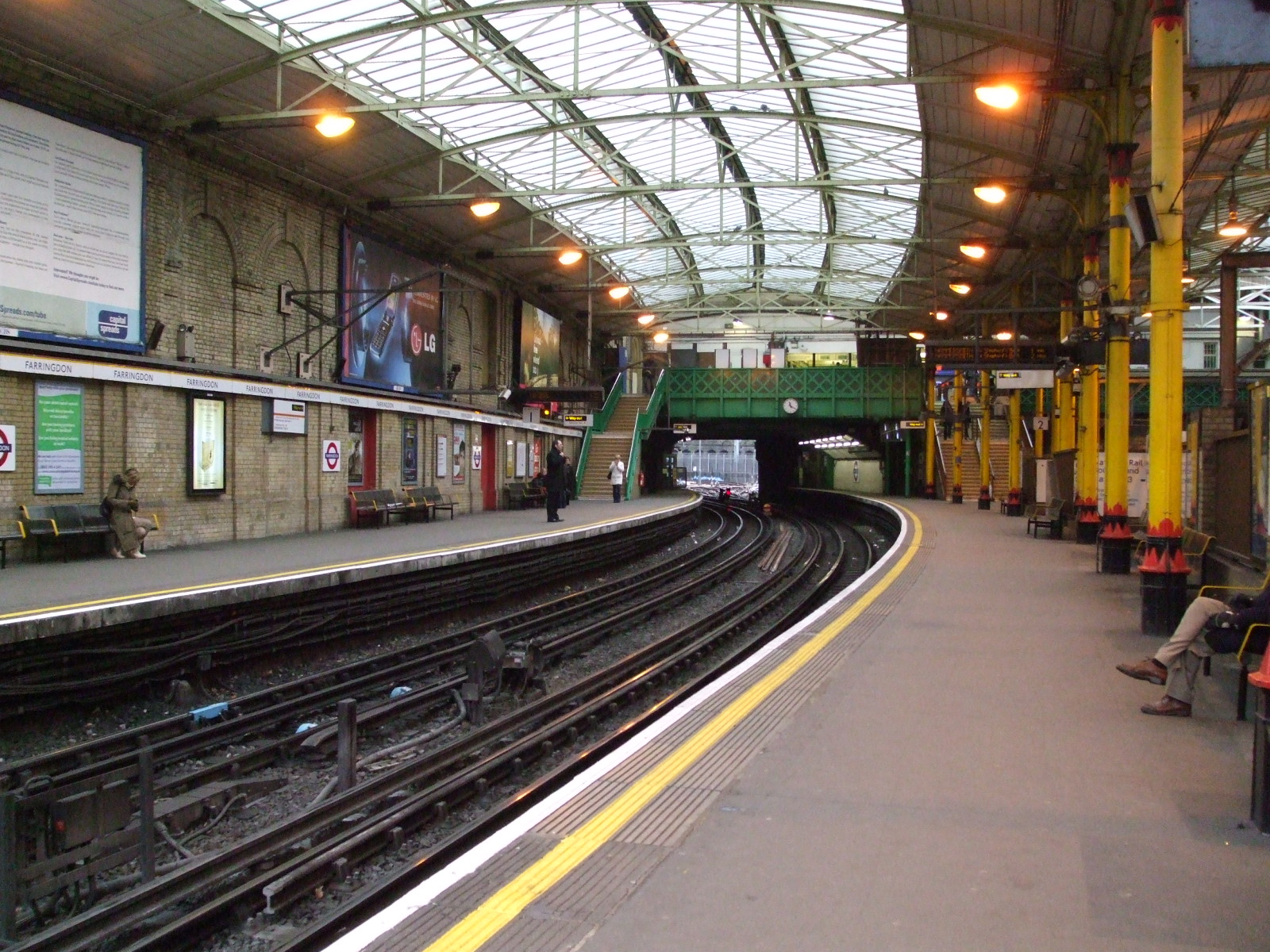
Farringdon
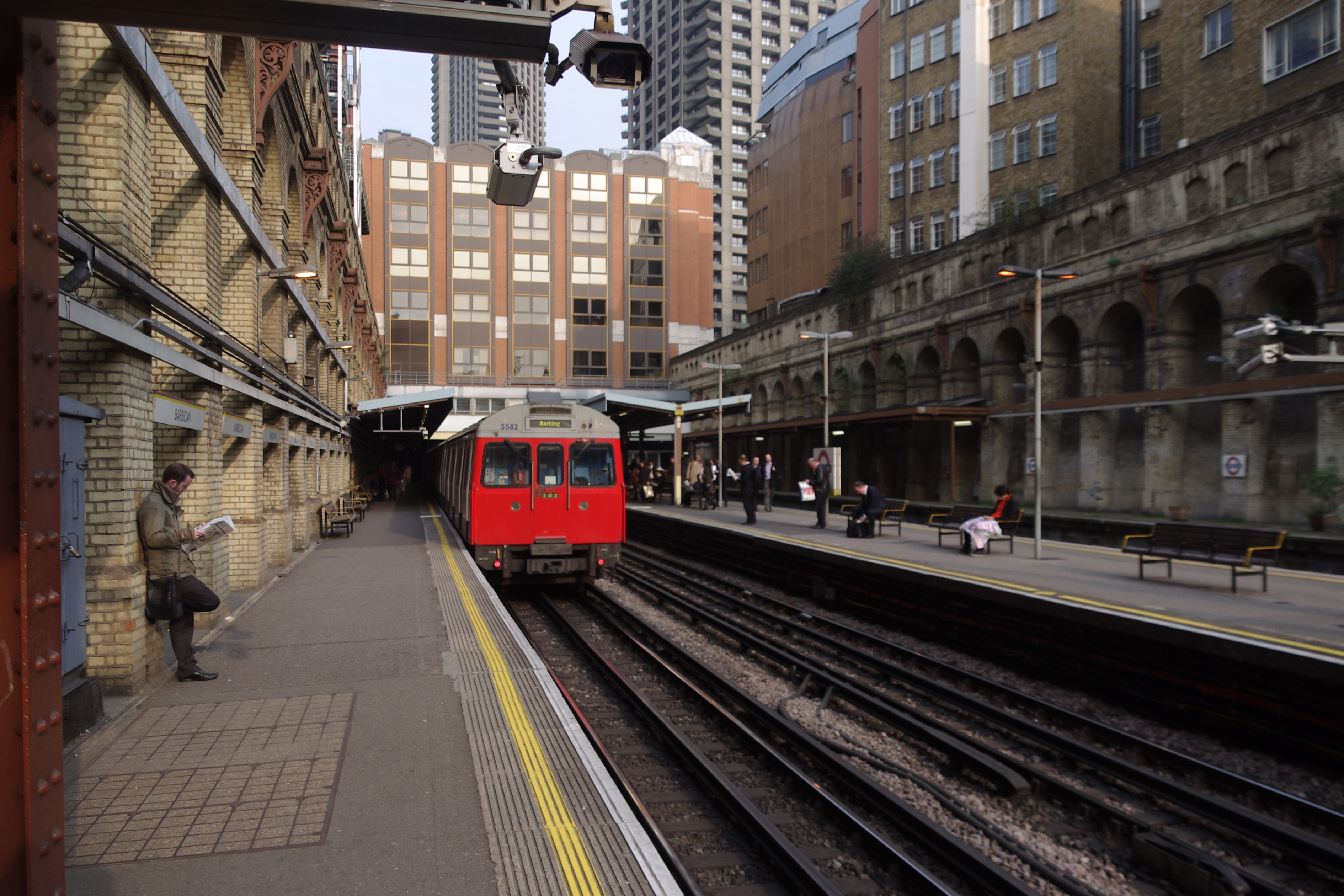
Barbican